# Rathausplatz (Hemelingen)
Der Rathausplatz ist ein kleiner Platz in Bremen im Stadtteil Hemelingen.
Die am Platz befindlichen Straßen wurden  benannt als
- An der Grenzpappel nach einer Pappel, die an der Grenze zwischen Preußen und Bremen stand,
- Hannoversche Straße, da sie nach Hannover führt,
- Westerholzstraße nach einem westlichen Eichenwald (Gehölz), aus dem 1405/10 das Holz für die Balken im Bremer Rathaus kamen,
- Autobahnzubringer Hemelingen, der zur Autobahn A 1 führt.

## Geschichte

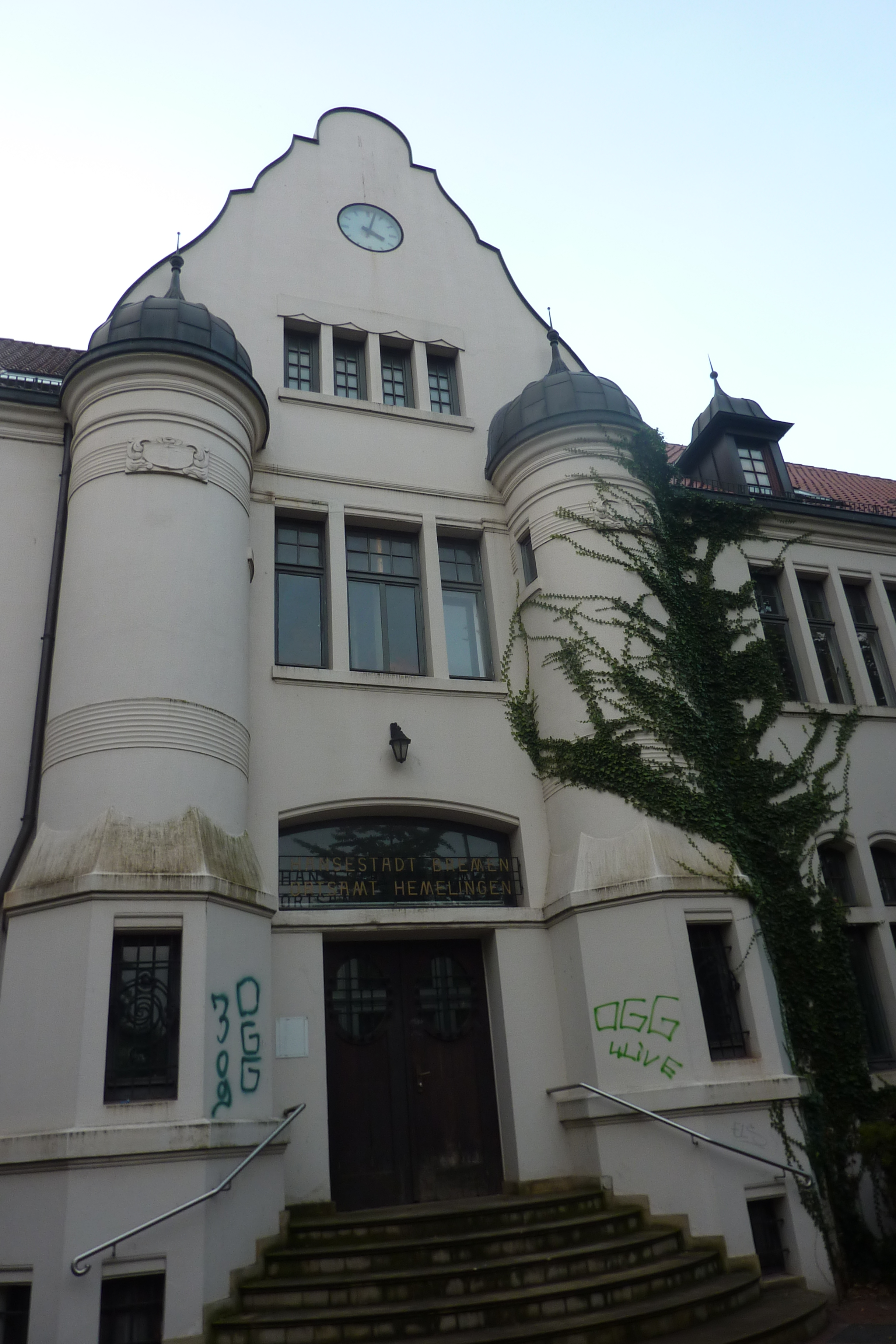
Rathaus Hemelingen

Durch eine Bahnlinie und dem Beitritt des Königreiches Hannover zum Deutschen Zollverein von 1854 setzte in Hemelingen eine Industrialisierung ein, die sich seit 1888 nach dem Zollvereinsbeitritt Bremens deutlich verstärkte. 1902 wurde ein Marktplatz angelegt. Das Rathaus entstand 1906 und wurde um 1926 erweitert. Bis 1935 diente der Platz für Jahrmärkte, Feste und Sportveranstaltungen. In der Zeit des Nationalsozialismus hieß der Platz einige Jahre Adolf-Hitler-Platz (s. Liste).

## Gebäude beim Platz

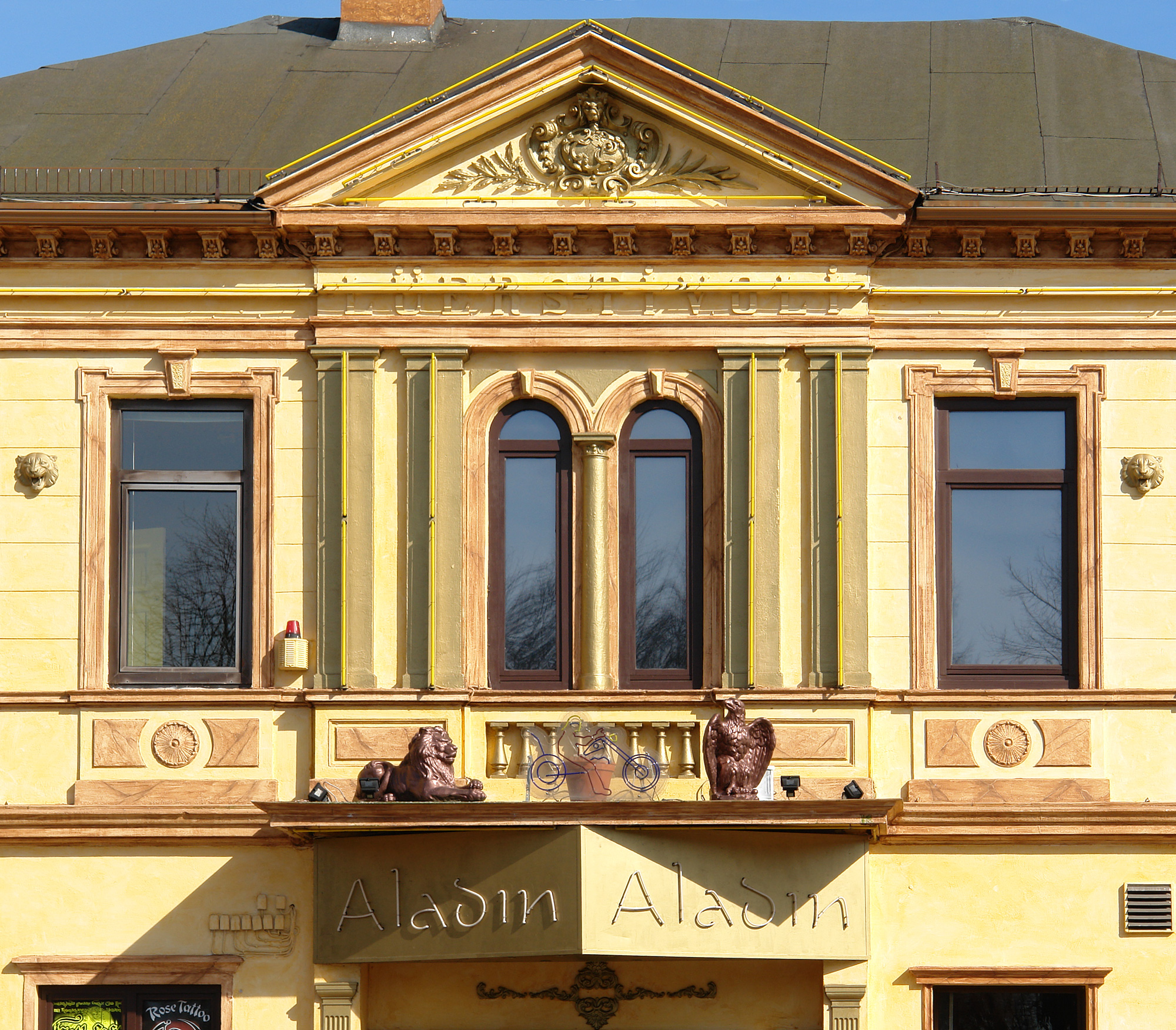
Aladin

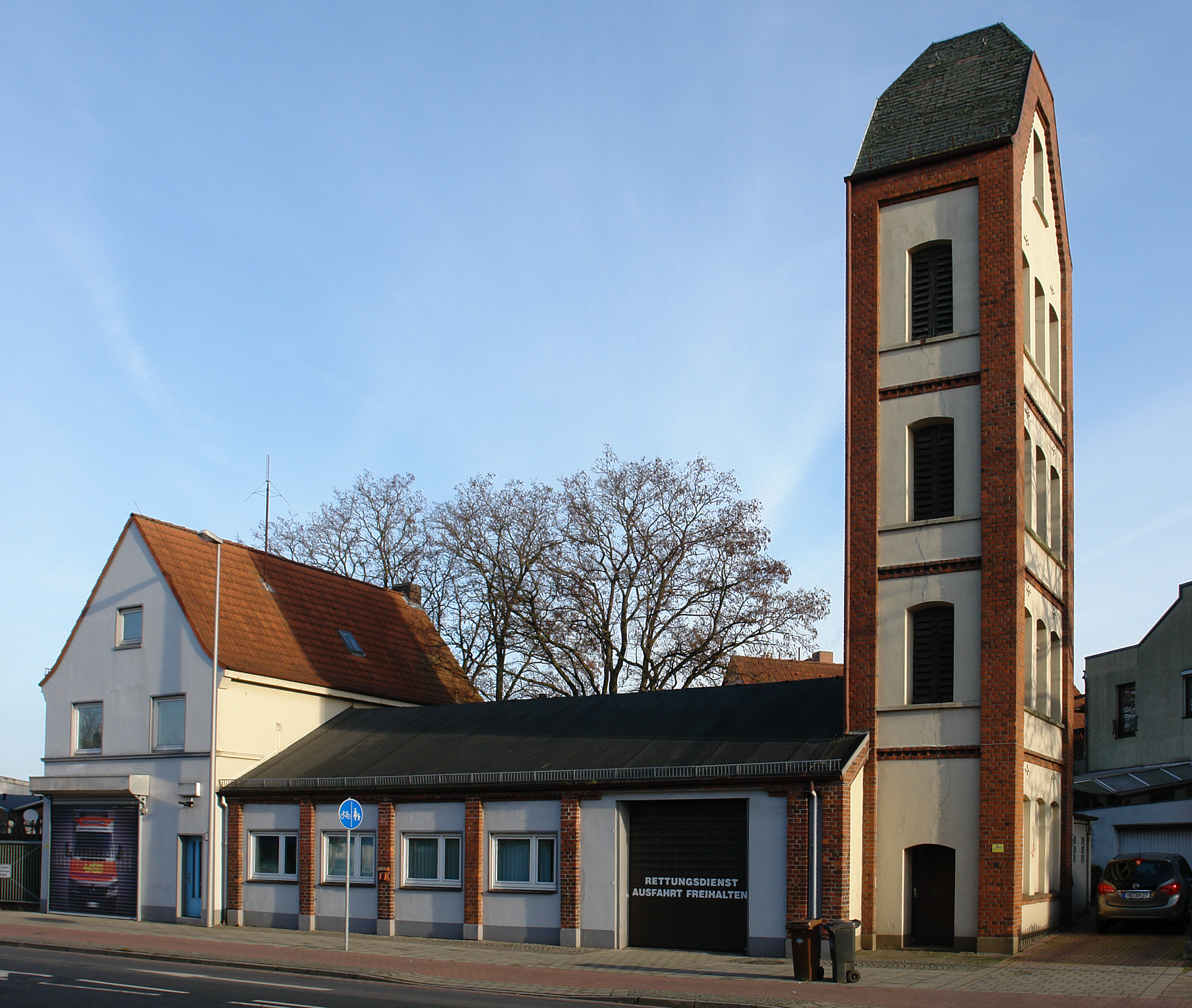
Alte Rettungswache Hemelingen

- Rathausplatz Nr. 1: zweigesch. verputztes, repräsentatives Rathaus Hemelingen im Stil der Neorenaissance von 1906 mit Portalrisalit nach Plänen von Wilhelm Mackensen, um 1926 Erweiterung des Gebäudes, bis 2008 Rathaus und Ortsamt Hemelingen, nach 2011 private Nutzung für soziale Einrichtungen, Beratungsstellen und ein Restaurant,[1] Gebäude seit 2007 unter Denkmalschutz.[2]
- Hannoversche Str. Nr. 11: zweigesch. Geschäftshaus Aladin Music Hall mit zwei Clubs
- Hannoversche Str. Nr. 24–26: zweigesch. Bürohaus  mit der Sparkasse Bremen – SB-Filiale Hemelingen
- An der Grenzpappel Nr. 1: eingesch. und zweigesch. Alte Rettungswache Hemelingen mit viergesch. Turm; heute Rettungsdienst des ASB Bremen Arbeiter-Samariter-Bund
- An der Grenzpappel Nr. 3: eingesch. Recycling-Hof Hemelingen,
- Ansonsten: ein- bis zweigesch. Wohn- und Geschäftshäuser am Platzbereich.

Kunstobjekte
- Die Skulpturen Mann und Frau von 1992 aus Gusseisen von Christa Baumgärtel standen zunächst auf dem Rathausplatz. Bei der Aktion Moving the City wurden die Figuren 2003 in die Bremer Wallanlagen umgesetzt.

## Verkehr
Im Nahverkehr in Bremen passieren die Buslinien 29 (Kattenturm–Hemelingen–Neue Vahr), 40/41 (Bf Mahndorf–Hemelingen–Weserwehr) sowie 42 (Gewerbepark Hansalinie–Hemelingen–Weserwehr) die Haltestelle Glockenstraße/Bahnhof Hemelingen in der Christernstraße.
Der nahe Bahnhof Hemelingen via Gartenstraße liegt an der Bahnstrecke Münster–Bremen mit Anschluss der Zuge RE (Osnabrück Hbf–Bremen Hbf) und RS2 (Bremerhaven/Lehe–Bremen Hbf–Twistringen). RS2 ist seit 2010 eine Nord-Süd-Verbindung der Regio-S-Bahn Bremen/Niedersachsen.